# Elise Ottesen-Jensen
Elise Ottesen-Jensen, también conocida como Ottar (Høyland, 2 de enero de 1886 - Estocolmo, 4 de septiembre de 1973), fue una educadora sexual, periodista y anarquista sueco-noruega cuyo objetivo fue luchar por el derecho de las mujeres a comprender y controlar su propio cuerpo y sexualidad. Fue miembro del sindicato anarcosindicalista Sveriges Arbetares Centralorganisation (Organización Central de Trabajadores de Suecia). Sus seguidores la consideran una pionera en el campo de los derechos de las mujeres y el feminismo.
Su lema personal era: «sueño con el día en el que todo recién nacido sea bienvenido, en el que hombres y mujeres sean iguales y en el que la sexualidad sea una expresión en intimidad, placer y cariño».

## Vida y carrera
Elise Ottesen nació del matrimonio formado por el pastor Emanuel Ottesen y Karen Essendrop, hija de un obispo, en el distrito de Høyland, (incorporado a Sandnes en 1965), en la provincia de Rogaland, en Noruega. Más adelante, su padre mandaría a su hermana pequeña de 16 años, Magnhild, a Dinamarca para dar a luz allí y ser forzada a dar a su hijo. A Magnhild nunca se le comentó nada sobre el embarazo o el parto, por lo que esta vivió durante nueve meses con el miedo de que el estómago le fuera a explotar. Se suicidó por la tristeza que le provocó la experiencia y por haber tenido que dar en adopción a su hijo. Ottesen-Jensen nunca perdonaría esto a su padre, y el destino de su hermana se convirtió en una importante fuerza motriz en su compromiso con la lucha por los derechos de las mujeres.
El sueño de Ottesen-Jensen era convertirse en dentista, pero una explosión en el laboratorio de química de su instituto le dañó los dedos y arruinó sus posibilidades de hacer una carrera en ese campo. En cambio, empezó a trabajar en un periódico y finalmente se convirtió en periodista. Siempre cuestionó los sermones de su padre y pronto llegó a la conclusión de que no se sentía cristiana. Descubrió que simpatizaba con los socialistas y fue con ellos junto con los que lucharía durante el resto de su vida.
Hizo varios intentos de organizar a las mujeres de las clases obreras, pero pronto se dio cuenta de que requerían educación sexual, con frecuencia le pedían consejos sobre asuntos sexuales, con preguntas como "¿Tengo que hacerlo [tener sexo] siempre que mi marido quiera?" o "¿Qué puedo hacer para evitar quedarme embarazada?".
Tras el fin de la Primera Guerra Mundial, Ottesen-Jensen conoció y desarrolló una estrecha amistad con el anarcosindicalista sueco Albert Jensen, con quien terminaría casándose. Fruto de este matrimonio Elise Ottesen cambió su apellido por Ottesen-Jensen. Cuando Albert Jensen fue expulsado de Noruega, Ottesen-Jensen se fue con él a vivir a Dinamarca. Allí dio a luz a su primer hijo, que murió poco después del parto.
El matrimonio se mudó a Suecia y allí conoció a un doctor que, entre otras cosas, le enseñó cómo usar un diafragma (anticonceptivo). Después, Ottesen-Jensen organizó su primera gira nacional por toda Suecia. Viajó de Skåne a Norrland enseñando a las trabajadoras cómo evitar un embarazo. Luchó por el derecho de las mujeres a sentir placer sexual y al aborto libre, por la abolición de las leyes contra los anticonceptivos y por los derechos de los homosexuales, entre otros. Sus acciones estaban consideradas ilegales en la época; se arriesgaba a castigos severos.
En los años 1920, Ottesen-Jensen era ya una escritora regular en el periódico sueco Arbetaren, con una columna propia en la que trataba temas feministas. Tras desacuerdos con otros editores del mismo diario en 1925, inició su propio periódico, Vi kvinnor ("Nosotras mujeres"), que, sin embargo, no duraría mucho. Unos cuantos años después escribiría también para la revista anarquista Brand.
En 1933, Ottesen-Jensen, junto a representantes del sindicato y médicos radicales, fundó la Asociación Sueca para la Enseñanza Sexual (en sueco, Riksförbundet för Sexuell Upplysning, RFSU). Se convirtió en la primera presidenta y mantuvo el puesto hasta 1956. Ottesen-Jensen fue también una de los fundadores de la Federación Internacional de Planificación Familiar (International Planned Parenthood Federation, IPPF), en 1953. El periódico que publica la RFSU, antes conocido como "boletín de la RFSU", lleva desde 2001 el nombre de "Ottar", apodo con el que se conocía a Ottesen-Jensen, en honor a ella.

## Trabajos
Esta lista contiene solo publicaciones con más de 50 páginas.
- Ovälkomna barn: ett ord till kvinnorna ("Niños no deseados: una palabra para las mujeres") (1926)
- Människor i nöd: Det sexuella mörkrets offer ("Personas en necesidad: las víctimas de la oscuridad sexual") (1932)
- ABC för ett lyckligt äktenskap ("ABC para un matrimonio feliz") (con Nils Nielsen, 1947)
- Och livet skrev ("Y la vida escribió") (1965)
- Livet skrev vidare ("La vida también escribió") (1966)
- Arbetarrörelsen - männens eller mänsklighetens rörelse? ("El movimiento obrero: ¿de los hombres o de la humanidad?") (Selección de artículos de Ottesen-Jensen en los periódicos Arbetaren y Brand en los años 1920, por Ingrid Primander, 1980)